# Cerdistus pallidus
Cerdistus pallidus är en tvåvingeart som först beskrevs av Efflatoun 1927.  Cerdistus pallidus ingår i släktet Cerdistus och familjen rovflugor. Inga underarter finns listade i Catalogue of Life.